# CA$H
CA$H – singel Aurelii Gaçe nagrany z raperem Mc Kresha, wydany 12 czerwca 2011 roku. Piosenka została napisana przez nich samych wraz z Dr. Flori, a skomponowana przez macedońskiego kompozytora Darko Dimitrowa.
Teledysk do piosenki został wyprodukowany przez firmę produkcyjną Pulla Pictures, a opublikowany w serwisie YouTube 12 czerwca 2011 roku. Aurela w klipie wciela się w bogatą, zepsutą i uzależnioną od pieniędzy dziewczynę.
Piosenka znalazła się na albumie Paraprakisht.